# Jacques de Grenier
Jacques Raymond de Grenier de Taudias, dit le Chevalier Grenier ou Chevalier de Grenier, puis le Vicomte de Grenier, né à Saint-Pierre de la Martinique le 28 juin 1736 et mort le 2 janvier 1803 à Paris, est un officier de marine connu pour avoir découvert et exploré une nouvelle route maritime entre l'Île de France (actuelle Île Maurice) et les Indes. Ses travaux sur l'hydrographie, la cartographie et les courants marins lui valurent d'être nommé membre adjoint de l'Académie royale de Marine en 1769 . Enseigne de vaisseau le 15 janvier 1762, il deviendra chef de division navale le 1er mai 1786, avant de quitter la marine le 4 avril 1789. Il servit successivement sur les navires Le Hardi, le Dragon, l'Hébé, le Téméraire, la Biche, l’Heure du Berger, la Belle Poule, le Sphinx , la Boudeuse et enfin la Bretagne.

## Famille

Blason de la famille de Grenier de Taudias. De gueules à la fasce d'or, accompagné en chef de deux molettes d'éperon de même et en pointe d'un agneau passant d'argent.

Il est le fils de Raymond de Grenier, lieutenant de cavalerie au régiment de Berry, avant d'être fait lieutenant de frégate pour ses services rendus sur mer en Amérique, et d'Angélique Gabrielle, fille d'Alexandre de Burin, seigneur de la Neuville.

## Début de carrière militaire
Avant ses premiers voyages d'exploration, Jacques de Grenier combattit sur les mers au gré de différentes affectations, lors de la Guerre de Sept Ans puis de l'expédition contre le royaume chérifien à Salé :
- 8 août 1746 : à l'âge de 10 ans, il est nommé lieutenant de frégate ad honores, en récompense des services rendus par son père en Amérique. Il est envoyé peu après en métropole pour poursuivre ses études.
- 12 décembre 1755 : Jacques de Grenier entre dans la compagnie de gardes de la Marine de Rochefort, c'est-à-dire comme élève-officier.
- 4 novembre 1756 - 6 novembre 1757 : après avoir été affecté sur les batteries côtières en 1756, il sert sur le Hardi, navire de 64 canons, sur lequel il est fait sous-brigadier le 12 décembre 1755. Il y participe à plusieurs engagements de la Guerre de Sept Ans. La mission de du bâtiment est d'aller en Martinique, et d'en ramener le chef d'escadre Maximin de Bompar, ancien gouverneur général des Îles du Vent.
- 20 novembre 1759 : toujours sous-brigadier, à bord du navire le Dragon, il assiste à la bataille des Cardinaux opposant le vice-amiral Hubert de Brienne de Conflans contre la flotte anglaise de l'amiral Edward Hawke. Peu engagé lors des combats, le Dragon se réfugie dans l'embouchure de la Vilaine après la défaite.
- 25 avril 1760 : affecté à l'Hébé, frégate de 36 canons, il y est élevé au grade de brigadier le 20 mars 1761, au cours d'une campagne aux Antilles contre la flotte britannique.
- 15 janvier 1762 : fait enseigne de vaisseau, il prend le commandement d'un garde-côte, la corvette Téméraire, et livre un combat victorieux contre une frégate anglaise de 30 canons.
- 8 janvier 1763 : il quitte temporairement le service naval pour prendre, sous le grade de lieutenant en second équivalent à celui d'enseigne de vaisseau, le commandement d'une batterie dans la brigade d'artillerie de Morogues à Brest.
- 29 mars - 13 août 1765 : il sert dans la division du chef d’escadre Louis Charles du Chaffault de Besné à bord de la frégate de 14 canons la Biche, participant au bombardement du port marocain de Salé du 2 au 11 juin. Son bâtiment escorte ensuite jusqu’à Brest une prise suédoise capturée le 24 juin 1765 alors qu'elle transportait des munitions de guerre destinées à être vendues au sultan du Maroc.
- 1er janvier 1767 : il reprend du service à terre, dans la brigade d'artillerie de Saint-Julien à Brest, où il est fait lieutenant en premier.

## Premier voyage dans les mers de l'Inde (29 novembre 1767 au 15 juin 1770)
Envoyé par le roi et le ministre de la marine chercher une nouvelle route dans l'océan Indien pour gagner Pondichéry, il quitte Lorient le 29 novembre 1767 à bord de l’Heure du Berger et arrive à Port-Louis, en Île de France le 27 juillet 1768. La saison est alors trop avancée pour partir pour l'Inde, et Grenier est envoyé par le gouverneur de l'île vers Madagascar.

### Exploration de la côte orientale de Madagascar (12 août 1768 au 11 janvier 1769)

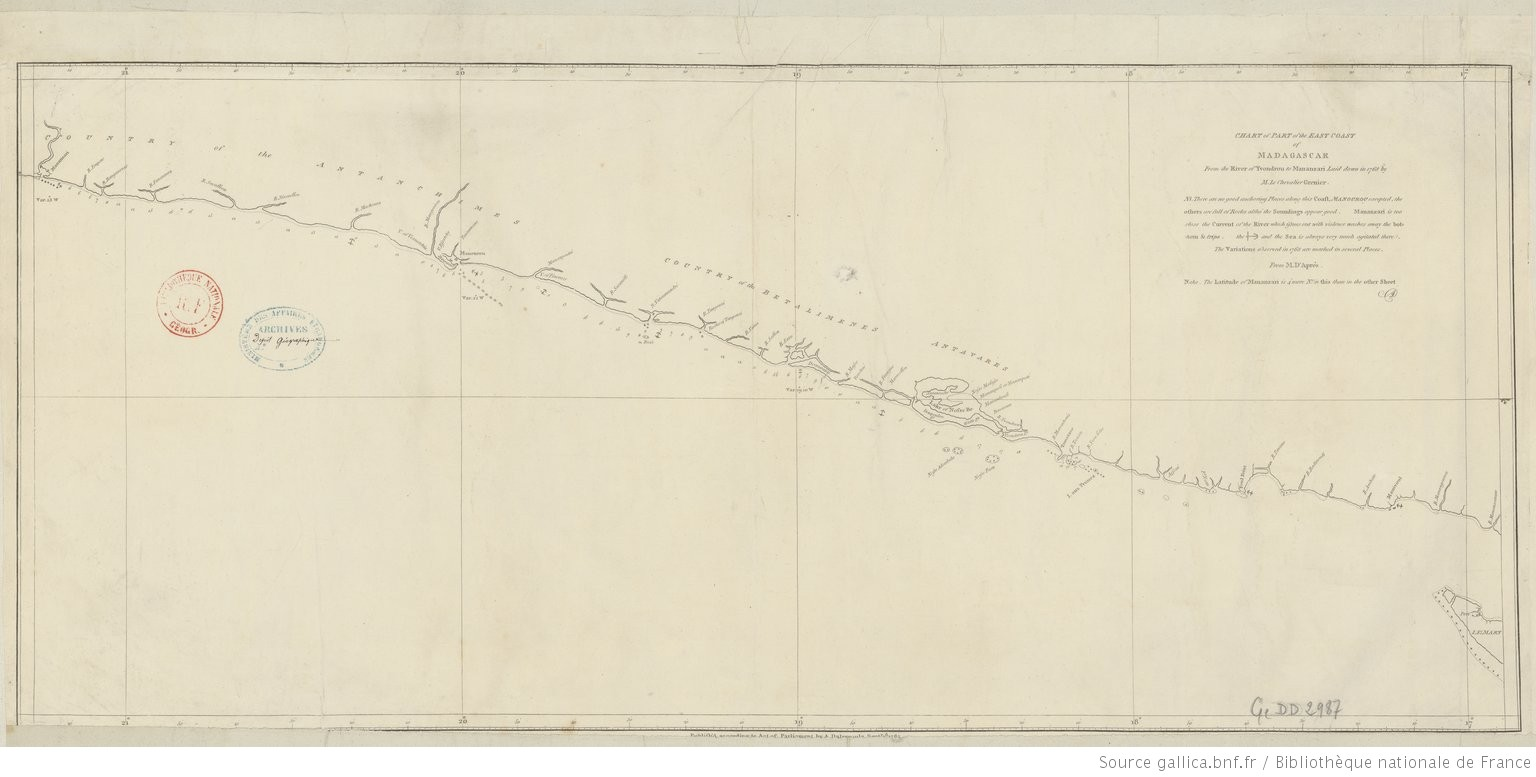
Carte de la côte orientale de Madagascar explorée par le Chevalier Grenier.

Grenier, toujours à bord de L'heure du Berger, quitte Port-Louis le 12 août 1768 en direction de Foulepointe. Il longe ensuite la côte est de l'île en direction du sud, et la cartographie jusqu'à la rivière de Manansari. L'expédition devait initialement aller jusqu'à Fort Dauphin. Mais le manque de provisions rendirent ce projet irréalisable. Grenier n'en reconnut pas moins de nombreux points de mouillages et s'enfonça dans les bras de nombreuses rivières qui bordaient la côte. Il s'évertua également à repérer les endroits favorables à l'installation d'un poste de traite, emmenant même un chef de tribu des environs de Mahanoro jusqu'à l'Île de France. Le 26 août il est à Foulepointe, le 30 septembre au lac Nossibé, le 12 octobre il quitte Tamatave, le 7 novembre il mouille à Manourou, le 23 à Mananzary, qu'il quitte le 13 décembre pour Bourbon, ou il arrive le 23, et arrive le 11 janvier 1769 à Port Louis. À son retour, il rédigea un Projet d’établissement à Madagascar.

### Découverte et exploration d'une nouvelle route entre l'Île de Franceet les Indes (30 mai au 6 octobre 1769)
Après avoir hiverné en Île de France, il peut au printemps suivant se consacrer à son projet initial, l'exploration d'un nouveau passage vers les Indes. Il part le 30 mai 1769 avec le Vert Galant pour Saint-Brandon où il arrive le 2 juin. Il passe par le cinquième banc de Nazareth, puis le 5 juin par le banc Saya de Malha, poursuivant vers le nord, avant d'obliquer à l'ouest, arrivé à la hauteur des Seychelles, ou il mouille le 14 juin à Mahé. Il part ensuite pour Praslin, passe la nuit du 14 sur place, appareille le 15, traverse les maldives, mouille sur la côte de Malabar le 29 juillet, et arrive à Pondichéry le 6 aout. Il parvient le 9 septembre à Sumatra, est en vue de Diego Garcia le 24, et rentre à Port Louis le 6 octobre. 

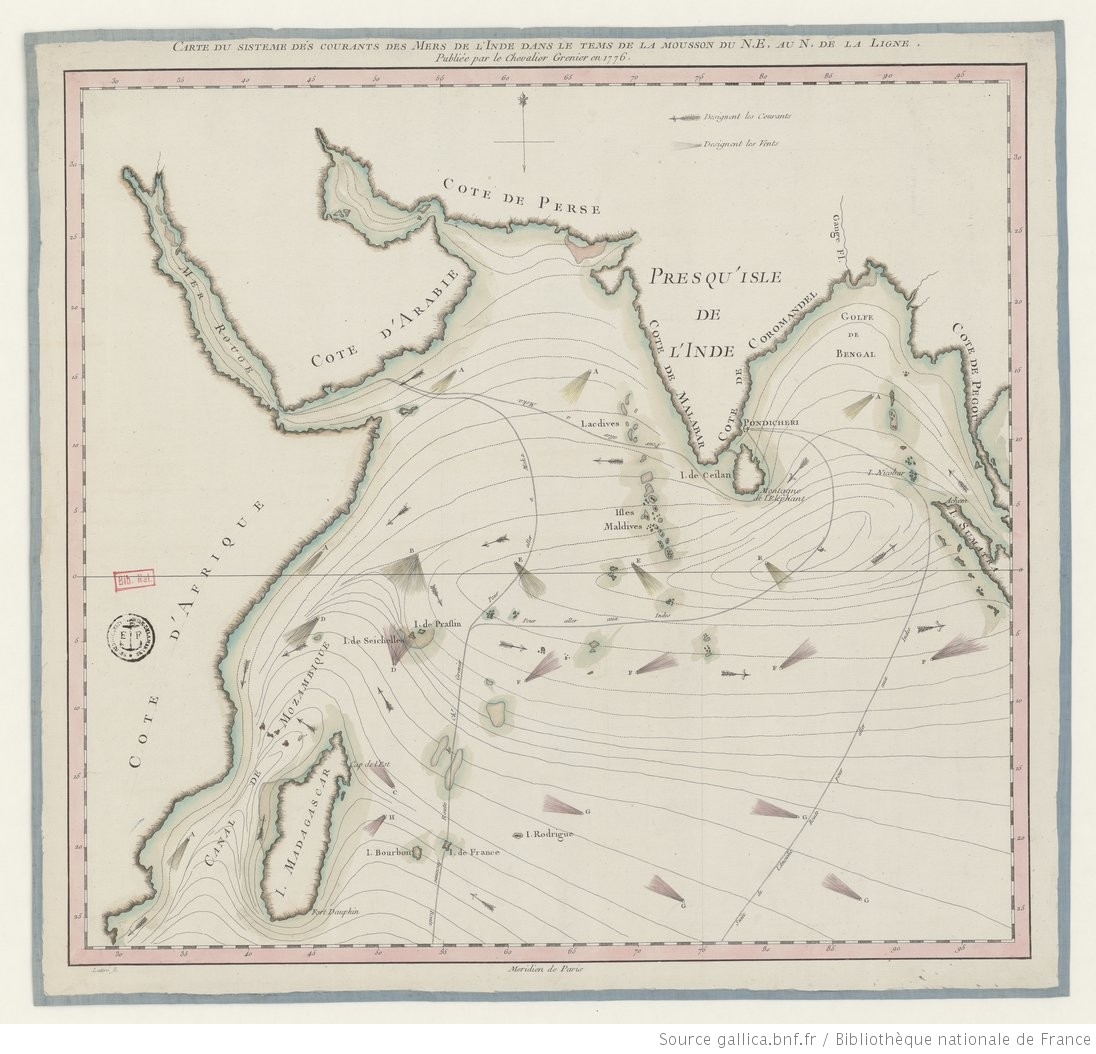
Carte de la nouvelle route explorée par le Chevalier Grenier.

Grenier a donc découvert une nouvelle route vers les Indes, beaucoup plus courte que la précédente, puisqu'elle permet d'y arriver en un mois à partir de l'ïle de France, et non plus trois mois comme auparavant. L'ancienne route faisait en effet un large détour par le sud avant d'obliquer vers le nord-ouest. Grenier explore et confirme l'existence d'un chemin beaucoup plus direct et rapide. C'est celle qu'empruntera notamment l'escadre de Suffren en 1781. Il deviendra également à la suite de son expédition le premier à cartographier les Seychelles. Il est nommé, à titre de son service effectué à terre dans la brigade d'artillerie, lieutenant de bombardier le 1er janvier 1770.

## Second voyage (22 janvier 1772 au 30 novembre 1776)
Rentré en France le 15 juin 1770, il repart pour l'Île de France en 1772 à bord de la Belle Poule. Participent également à cette seconde expédition Jean-François de La Pérouse et Yves Le Coat de Saint-Haouen. Il emmène de France à l'océan Charles-Henri-Louis d'Arsac de Ternay , qui venait d'être nommé gouverneur des îles de l'Océan Indien. Il est élevé, pendant cette expédition, au grade de lieutenant de vaisseau le 24 mars 1772.

### Troisième expédition (octobre 1772)
Il quitte Port Louis en octobre 1772 avec la Belle Poule et fait route vers le nord, passe par le deuxième banc de Nazareth, à l’ouest de l’île Gratia puis oblique vers les Seychelles ou il arrive à Mahé. Elle se dirige ensuite vers Praslin, puis met les voiles pour les Sept Frères, avant d'atteindre Pondichéry et de revenir à Port-Louis.

### Quatrième expédition (juillet 1773 à avril 1774)

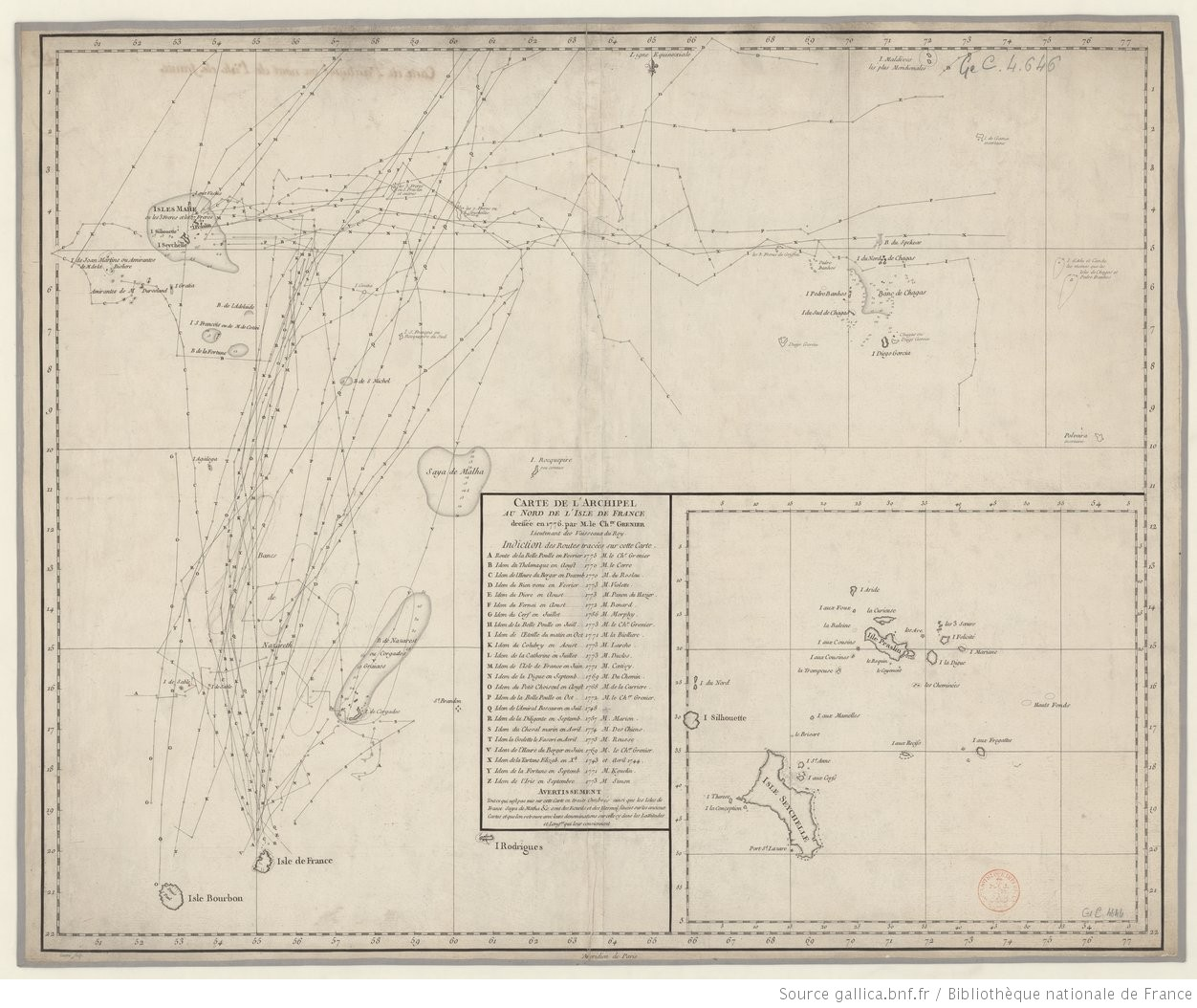
Carte des explorations successives de l'Océan Indien dans la seconde moitié du XVIIIe siècle.

En juillet 1773, Grenier repart, et passe cette fois à l’est du deuxième banc de Nazareth, à l’est de Gratia et de Praslin, avant d’atteindre Pondichéry puis Manille. Il est de retour le 15 avril 1774 à l'Île de France.

### Cinquième expédition (février 1775)
En février 1775, pour son troisième et dernier voyage, Grenier visite l'île de Corgados, passe au sud des quatrième et troisième bancs de Nazareth, au large du deuxième, accoste à l’île de Sable puis à Madagascar. Il remonte ensuite vers le nord, et arrive aux Îles Amirante par l’ouest, y mouille, avant de continuer vers Mahé, Praslin et Pondichéry. Il est de retour en France le 30 novembre 1776,.

## Guerre d'indépendance des États-Unis (1778-1782)
Lorsque la France s'engage en 1778 dans le conflit opposant les Britanniques à leurs colonies américaines, il est officier sur le Sphinx, et participe à la bataille d'Ouessant. Il prend ensuite le commandement de la Boudeuse, rattachée à l'escadre d'Estaing aux Antilles, et captura le 22 janvier 1779 la corvette anglaise Weazle. Fait lieutenant-colonel d’artillerie le 13 mars 1779, il se distingua à la prise de la Grenade et participa à l'expédition de Savannah (septembre 1779). Il assura ensuite en 1780 des missions d'escorte de convois aux Antilles. Promu capitaine de vaisseau en mai 1781, il servit sur la Bretagne avant d'être affecté à l'intendance de l'escadre de Guichen.